# Gasol

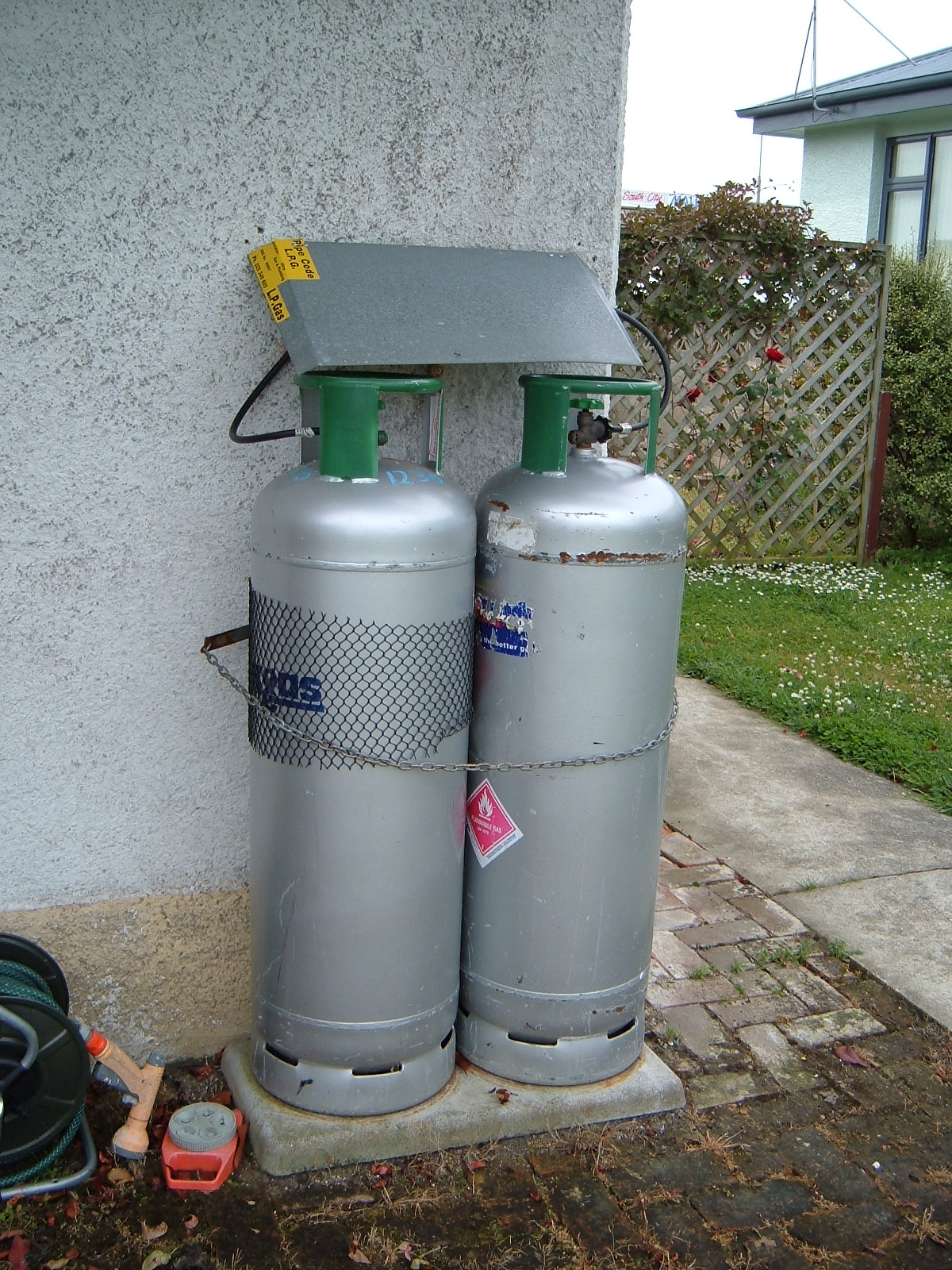
Gasolflaskor

Gasol eller flytgas är ett gasformigt bränsle som består av lätta kolväten såsom propan och butan.
Gasol tillverkas i första hand vid gasterminaler för framställning av naturgas, men produktion från petroleum sker också. Gasen levereras i huvudsak med järnvägstankvagnar eller tankbil, men även i flaskor i flytande form.

## Benämning
"Gasol" är ett svenskt handelsnamn för gasen. I Finland kallas den "flytgas". Den internationella benämningen är LPG (Liquefied Petroleum Gas) och inom godshantering kallas den "kolvätegasblandning, kondenserad n.o.s." 
När gasol används som fordonsbränsle kallas den "motorgas".

## Användning

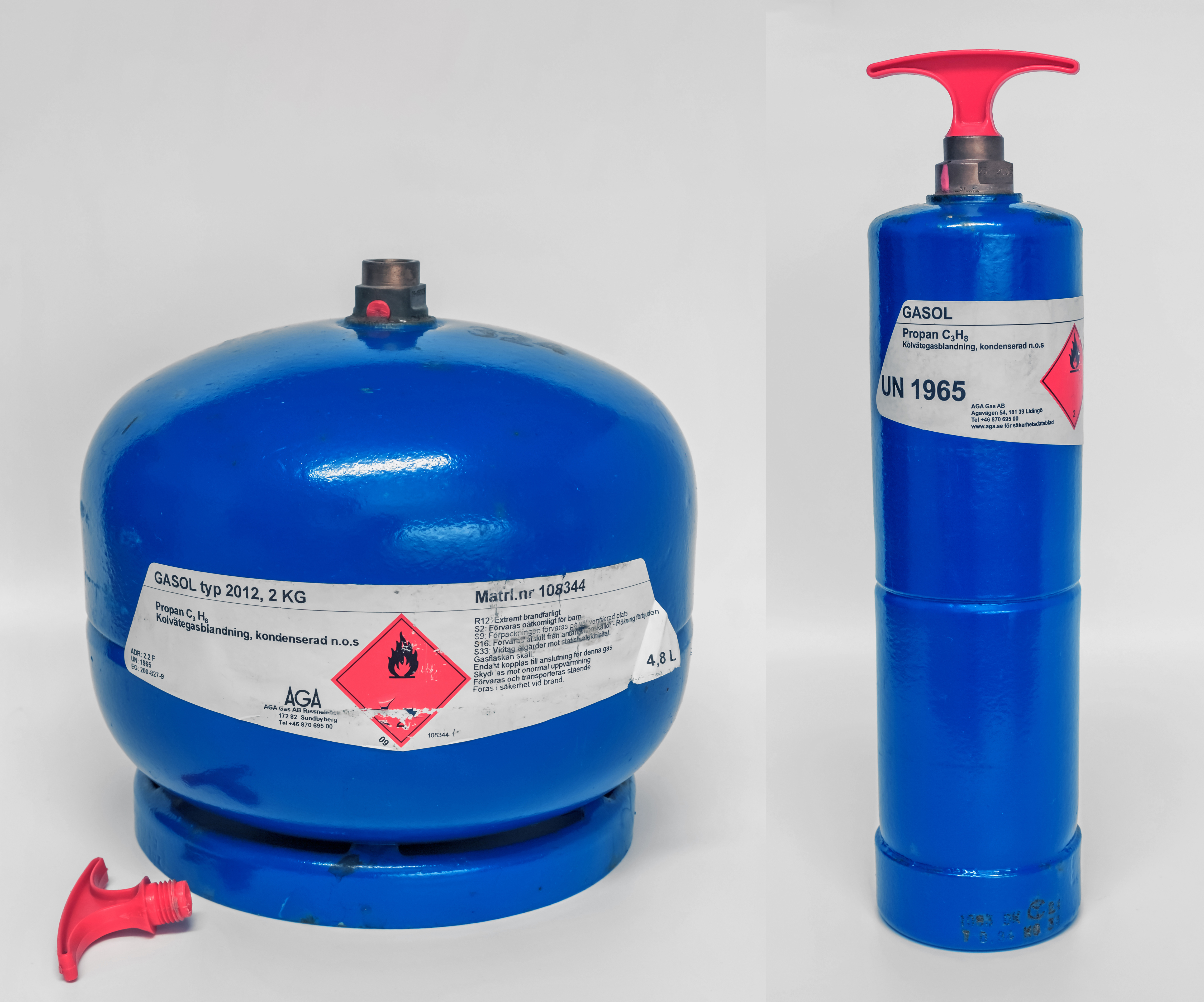
Gasolflaskor för 2 kg och 0,34 kg gasol, vanliga storlekar för hobby- eller campingändamål.

Gasol används i stora mängder inom raffinaderiindustrin samt petrokemin som råvara, och dessutom används i Sverige cirka 400 000 ton gasol som energi inom i första hand industrin.
Huvudsakligen används gasol för energiändamål i industrin på grund av sin effektivitet och enkelhet i hanteringen. Gasol används också i situationer där det inte finns tillgång till elnätet, till exempel i husvagnar, i glest befolkade områden och inom militären. I industrin används gasol som bränsle för värmnings- och värmebehandlingsprocesser och som bränsle till inomhusgående truckar.
Under namnet motorgas används gasol som fordonsbränsle. Detta ska inte ska förväxlas med fordonsgas som är i huvudsak komprimerad metangas.
Normalt blandningsförhållande för normallåga med syre är 1 del gasol och 4 delar syre.

## Egenskaper
Gasol är färglös och tyngre än luft. Den har narkotisk verkan och klassificeras därför som nervgift. Gasen orsakar syrebrist i hjärnan som ofta leder till medvetslöshet och i svåra fall till döden. Inandningen kan också leda till hjärtrytmrubbningar eller skador i hjärnan eller i nervsystemet.
- Flamtemperatur: 1925 °C (teoretisk)
- Värmeinnehåll: 46,1 MJ/kg (12,8 kWh/kg)

### Brännbarhet, explosionsrisk
Blandningar av luft och 2–10 volymprocent gasol är brännbara och kan brinna på ett explosionsartat sätt. Då gasol är tyngre än luft kan små läckage ansamlas till exempel i nedre delarna av en båt eller en byggnad och så småningom uppnå brännbara koncentrationer.